# Serafim Wassiljewitsch Kolpakow
Serafim Wassiljewitsch Kolpakow (russisch Серафим Васильевич Колпаков; * 10. Januar 1933 in Lipezk; † 15. November 2011 in Moskau) war ein russischer Metallurg.

## Leben
Serafim Kolpakow stammte aus einer Arbeiterfamilie. 1947 begann er ein Studium am Lipezker Metallurgischen Montantechnikum. 1951 wurde er im Aschaer Hüttenwerk Brigadier, dann Meister, Technologe und schließlich Vizewerkstattchef. 1954 begann er seinen Dienst in der Marine. Er absolvierte den einjährigen Kurs an der Marineluftfahrttechnikschule und diente dann als Flugzeugmechaniker in einem Minen-Torpedo-Luftfahrtregiment. 1957 kehrte er ins Lipezker Hüttenwerk zurück und wurde Obermeister. 1958 wurde er Chef der Schmelzabteilung der Gießerei des Lipezker Traktorenwerkes. Daneben absolvierte er ein Fernstudium am Moskauer Institut für Stahl und Legierungen (MISiS) mit Abschluss 1963 als Ingenieur-Metallurg. 1966 wurde er Vizechef und 1967 Chef des Konverters Nr. 1 des Nowolipezker Hüttenwerks, dessen Direktor er 1970 wurde.
1978 wurde Kolpakow Ministerstellvertreter für Stahlmetallurgie der UdSSR und leitete 1979 bis 1982 die Allunionsindustrievereinigung der Metallurgie-Unternehmen. 1982 wurde er Erster Ministerstellvertreter, 1985 Minister und schließlich 1989 Minister für die gesamte Metallurgie (bis 1990).
1985 wurde Kolpakow Doktor der technischen Wissenschaften. 1990 wurde er Erster Vizepräsident der Assoziation für Perspektivwerkstoffe (bis 1992), 1991 Erster Vizepräsident der russischen Ingenieursakademie, 1992 Präsident der internationalen Union der Metallurgen und 2000 auf der XI. Konferenz der russischen Union der Industrieunternehmer Mitglied der Geschäftsführung.
Kolpakow war von 1956 bis 1991 Mitglied der KPdSU, 1986 bis 1991 Mitglied des Zentralkomitees und Abgeordneter im Obersten Sowjet der UdSSR während der 11. Sitzungsperiode.
Kolpakows Grab befindet sich auf dem Moskauer Friedhof Trojekurowo.

## Ehrungen
- Orden der Oktoberrevolution
- Orden des Roten Banners der Arbeit (zweimal)
- Staatspreis der UdSSR (1969, 1978)
- Bardin-Preis (2001) zusammen mit A. W. Tschenzow für die Entwicklung und den Einsatz eines Konverterverfahrens zur Verarbeitung komplexer Erze mit mathematischer Modellierung